# ハッサン・ディ・ティロ
トゥンク・ハッサン・ムハンマド・ディ・ティロ（アチェ語:Teungku Hasan Muhammad di Tiro、1925年8月25日 - 2010年6月3日）は、インドネシアからアチェの独立を目指した反政府組織アチェ・スマトラ民族解放戦線（自由アチェ運動、略称:GAM）の最高指導者。生涯の大半を国外で過ごしたが、アチェ人からは「民族の象徴」として尊敬を集めた。

## 生涯

### 青年期
1925年、オランダ領東インドのアチェ・ピディで生まれた。祖父のトゥンク・チ・ディ・ティロはアチェ王国のウラマーで、アチェ戦争の際にはオランダへの抵抗運動を指揮し、1973年にインドネシア国家英雄の1人に選ばれている。成人後ジョグジャカルタ市の大学に進学し、在学時に勃発したインドネシア独立戦争に参加した。
1953年、アメリカ合衆国のコロンビア大学に留学し、同時にインドネシア国連代表部のスタッフとして働いたが、同時期にアチェの独立を求めるダルル・イスラム運動に共鳴し、1954年に「インドネシア・イスラム国」の国連大使兼アメリカ大使に就任。このため、インドネシア政府によって国籍を剥奪され、数カ月間エリス島に滞在した。
その後、ハッサンはアメリカで実業家として成功し、1974年にアチェのロクスマウェ市で開発が進む天然ガスのパイプライン契約の入札に参加するが、インドネシア政府が後援するベクテルに敗れた。インドネシア政府はアチェから産出される豊富な天然資源の利益を独占したため、アチェではインドネシア政府への不満が増していった。またハッサン個人も、同時期にジャワ人医師の怠慢により弟が病死したことでインドネシア政府への反感を抱くようになり、かつてのダルル・イスラム運動の人脈を活用しアチェの独立を画策する。

### 独立運動

#### 運動の開始

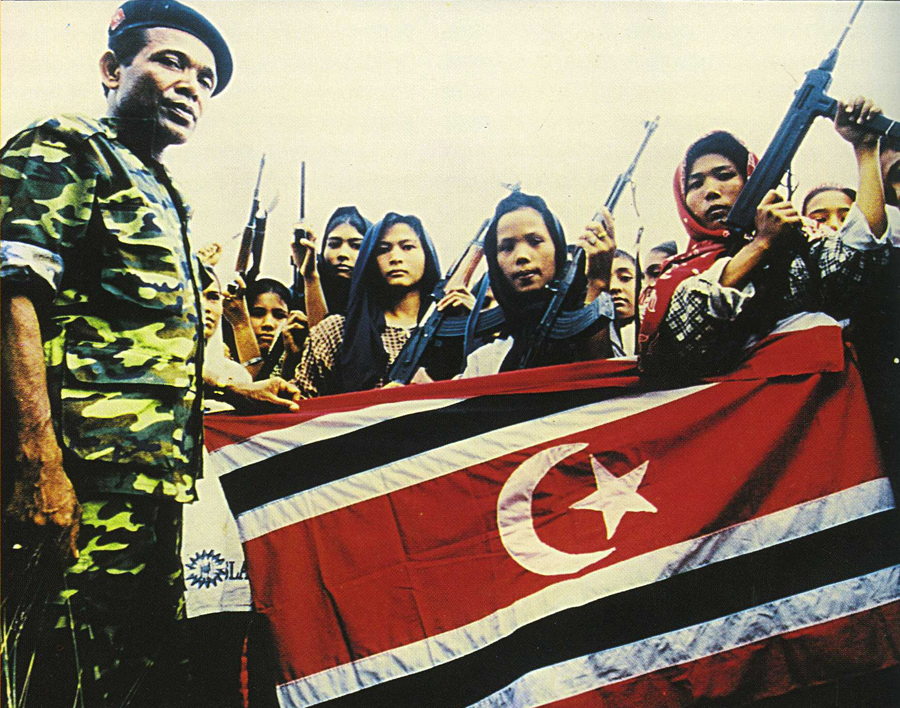
GAM独立旗を掲げるGAMメンバー（1999年）

1976年12月4日、ハッサンはアチェ・スマトラ民族解放戦線（自由アチェ運動、GAM）を組織し、「アチェ・スマトラ国」の独立を宣言した。ハッサンは独立宣言の中で、「インドネシアの多民族国家としての姿はオランダによる植民地支配の結果であり、民族自決が成立していた植民地支配以前の状態に戻るべき」としてアチェ王国の継承を主張した。
ハッサンは、ダルル・イスラム運動の指導者だったセカルマジ・マリジャン・カルトスウィルヨやダウド・ブルエたちがシャリーアを基にした分離独立を求めたのに対し、国際社会の支援を得るために民族独立を掲げた。また、ダルル・イスラム運動参加時にはジャワ人との共存を実現するため連邦制を主張していたが、独立宣言ではこれを否定した。しかし、GAMは国際社会やアチェ住民の支持を得ることに失敗したため、天然ガスのパイプラインや国軍施設などへのゲリラ活動を行った。
1977年、「アチェ・スマトラ国」の存在がインドネシア政府に発覚し、スハルト政権はインドネシア国軍をアチェに派遣し、GAMとアチェ住民を分断するため、また国際社会からの関心を逸らすため「インドネシア共産党残党による抵抗」と発表し独立運動を弾圧した。同年、国軍からの襲撃で足を負傷したハッサンはマレーシアに脱出した。

#### 亡命後の活動
1980年、スウェーデンのストックホルムに亡命し亡命政府を樹立、同時にスウェーデン国籍を取得した。以降はスウェーデンからアチェの幹部たちに指示を出すようになった。
1980年代に入ると、イスラム色を排除した世俗的な政策を行うインドネシア政府に反発するアチェ州政府や知識人がGAMを支持するようになり、ハッサンはアチェで兵士募集を進め、同時にリビアからの協力を取り付け指揮官たちの軍事教練を施した。1988年、ピディの国軍施設襲撃を契機に本格的なゲリラ運動を開始し、1989年にはリビアから帰還した指揮官たちが加わり攻勢を強めた。
1989年末、スハルト政権はアチェ一帯を軍事作戦地域（DOM）に指定し、陸軍戦略予備軍や陸軍特殊部隊など大規模な部隊を動員して掃討作戦を展開し、1992年までの間にGAM幹部の大半が逮捕・殺害された。しかし、陸軍戦略予備軍や陸軍特殊部隊は「ゲリラの洗い出し」と称してアチェ住民に対し拷問・虐待・殺害・強姦などの人権侵害を行ったため、かえってGAMへの支持を高める結果となった。

#### 運動の激化と終結
1998年、スハルト政権が崩壊し、新たに成立したハビビ政権により同年8月にアチェのDOM指定が解除された。2000年1月、GAMはインドネシア政府と初の和平会談を行い、同年6月から2001年1月までの停戦合意が締結、2002年12月9日には「敵対行為の停止協定」が結ばれ、和平に向けた具体的なプロセスに入った。
しかし、停戦合意後もGAMと国軍の衝突が続き、アチェの武力鎮圧を求める声が高まったことを受け、メガワティ政権は2003年5月19日に軍事非常事態を宣言し外国人のアチェ入域を禁止した（2004年に文民非常事態宣言に引き下げられた）。
非常事態宣言発令により再び衝突が激化し、2004年6月15日にはメガワティ政権の要請を受けたスウェーデン警察により、亡命政府首相のマリク・マフムド、外務大臣ザイニ・アブドゥラと共に逮捕されるが、健康上の理由により釈放された。
2004年12月26日、スマトラ島沖地震発生を契機に、甚大な被害を受けたアチェの復興を優先するためユドヨノ政権との和平交渉を開始。2005年にアチェの高度な自治権を認める和平宣言が受諾され、12月27日にGAMは武装解除し独立運動は終結した。

### 帰郷と死去

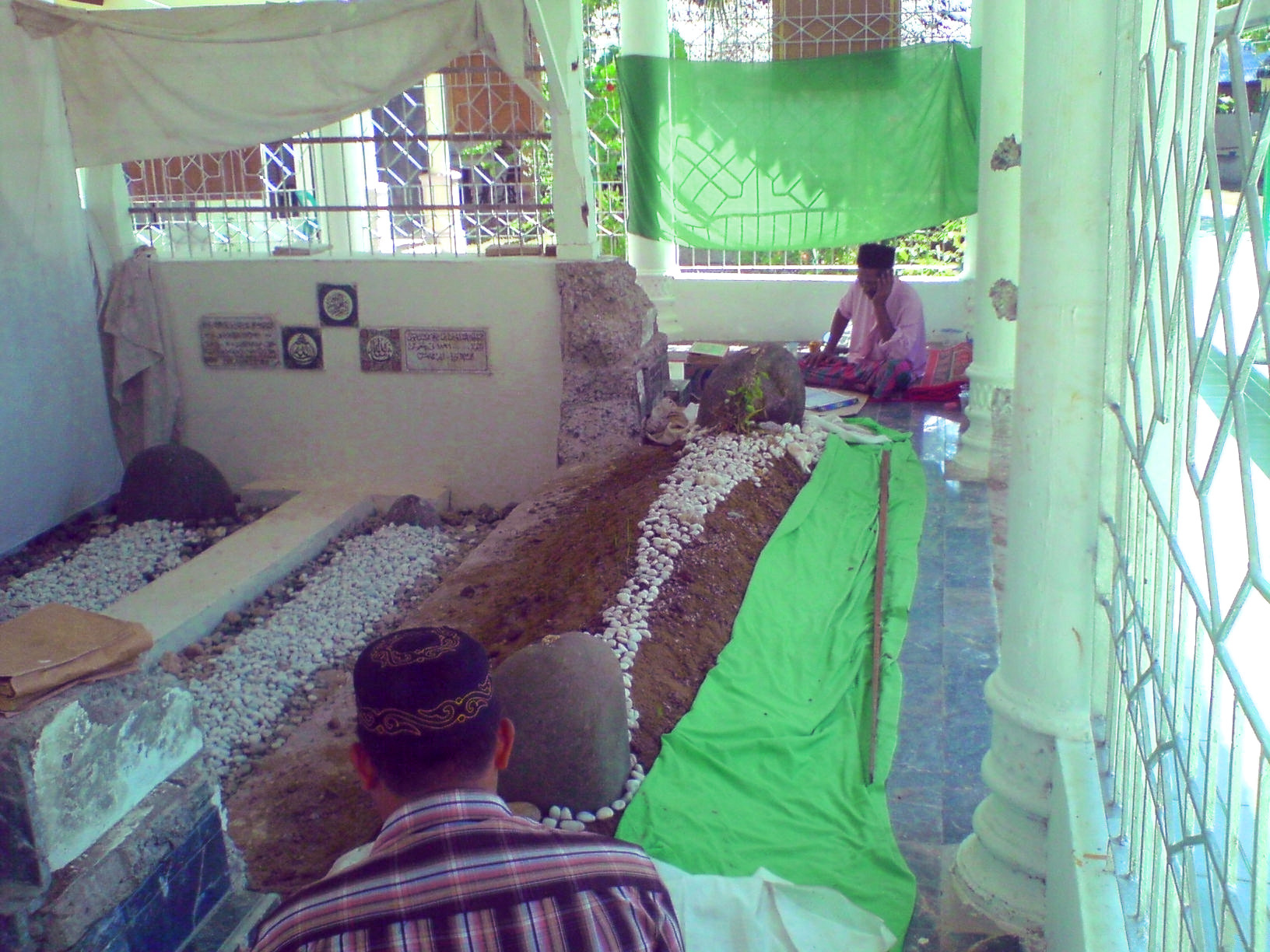
ハッサンの墓（右）と祖父トゥンク・チ・ディ・ティロの墓（左）

2008年10月11日、ハッサンは約30年振りにアチェに帰郷し歓迎式典に出席するが、2000年に発症した脳梗塞の後遺症で演説することが出来ず、マリク・マフムドが原稿を代読した。ハッサンは2週間程アチェに滞在し、スウェーデンに帰国した。
2009年10月、ハッサンは再びアチェに帰郷した。以後、ハッサンはアチェの政治プロセスには参加せず、死去するまで同地で過ごした。
2010年6月2日、インドネシア政府からインドネシア国籍を与えられ、56年振りに「インドネシア人」に戻った。翌6月3日、多臓器不全のためバンダ・アチェの病院で死去した。死去に際し、アチェ州知事のイルワンディ・ユスフ（元GAMメンバー）は、「彼の夢は実現したと信じます。彼は平和と繁栄に満たされたアチェを目にしました」と弔意を表明した。